# Sātīān
Sātīān (persiska: ساتيان) är en ort i Iran.   Den ligger i provinsen Ilam, i den västra delen av landet, 500 km väster om huvudstaden Teheran. Sātīān ligger 1 112 meter över havet och antalet invånare är 422.
Terrängen runt Sātīān är huvudsakligen kuperad. Sātīān ligger nere i en dal. Runt Sātīān är det ganska tätbefolkat, med 54 invånare per kvadratkilometer. Närmaste större samhälle är Eyvān, 9,2 km sydost om Sātīān. Trakten runt Sātīān består till största delen av jordbruksmark.